# Чигин, Владимир Семёнович
Владимир Семенович Чигин (1924, деревня Сулимов, теперь в Куликовской общине Львовской области — ?) — советский новатор сельскохозяйственного производства, машинист льноперерабатывающего агрегата колхоза имени Карла Маркса Нестеровского (Жовковского района Львовской области. Герой Социалистического Труда (30.04.1966). Депутат Верховного Совета УССР 6-го созыва.

## Биография
Родился в крестьянской семье. Окончил сельскую школу.
С 1944 года — в Красной армии. Участник Великой Отечественной войны. Служил наводчиком артиллерийской батареи.
С конца 1940-х годов — кузнец 2-й колхозной бригады; машинист льноперерабатывающего (льнотрепального) агрегата «ТЛ-40» колхоза имени Карла Маркса села Сулимов (центральная усадьба в селе Надичи) Нестеровского (теперь — Жовкивского района Львовской области. Достиг рекордной выработки на агрегате. За сезон производил по 700—800 и более центнеров льна.
Потом — на пенсии в селе Сулимов Жовковского района Львовской области.

## Награды
- Герой Социалистического Труда (30.04.1966)
- орден Ленина (30.04.1966)
- орден Отечественной войны 2-й ст. (6.04.1985)
- ордена
- две медали «За отвагу»